# Buona Domenica
Buona Domenica  était une émission de télévision luxembourgeoise de divertissement en langue italienne animée par Rocco de Primis et diffusée tous les dimanches de 12 h à 13 h 15 sur RTL Télévision. L'émission était aussi diffusée sur RTL4 pour les Néerlandais italophones.

## Principe de l'émission
Cette émission, produite en collaboration avec la direction des services journalistiques et des programmes pour l'étranger de la RAI, était destinée à la forte communauté italienne du Luxembourg, de Belgique et du nord de la Lorraine où la chaîne était reçue.
Le chanteur italo-liégeois Elio Visconti était un habitué de l'émission, ainsi que Tony Di Napoli à qui RTL a décerné en 1992 le trophée du chanteur italo-belge le plus aimé par la communauté italienne immigrée.